# Andrey Yepishin
Andrey Yepishin (Zhukovsky, 10 de Junho de 1981) é um atleta russo de corridas de velocidade, participando apenas nas provas de 100 metros rasos.
Participou nos Jogos Olímpicos de Verão de 2004, onde não chegou à final. Ficou em quinto lugar no Campeonato da Europa de Atletismo em Pista Coberta de 2005.
Obteve a medalha de prata no Campeonato da Europa de Atletismo de 2006 fazendo a marca de 10,10 segundos, recorde nacional russo.